# Dežno pri Podlehniku
Dežno pri Podlehniku este o localitate din comuna Podlehnik, Slovenia, cu o populație de 88 de locuitori.